# حفار ساق اللوزيات
حفار ساق اللوزيات (الكابنودس) أو كابنودس الخوخ (باللاتينية: Capnodis tenebrionis) حشرة تصيب أشجار اللوزيات وتؤدي في كثير من الأحيان إلى موتها.

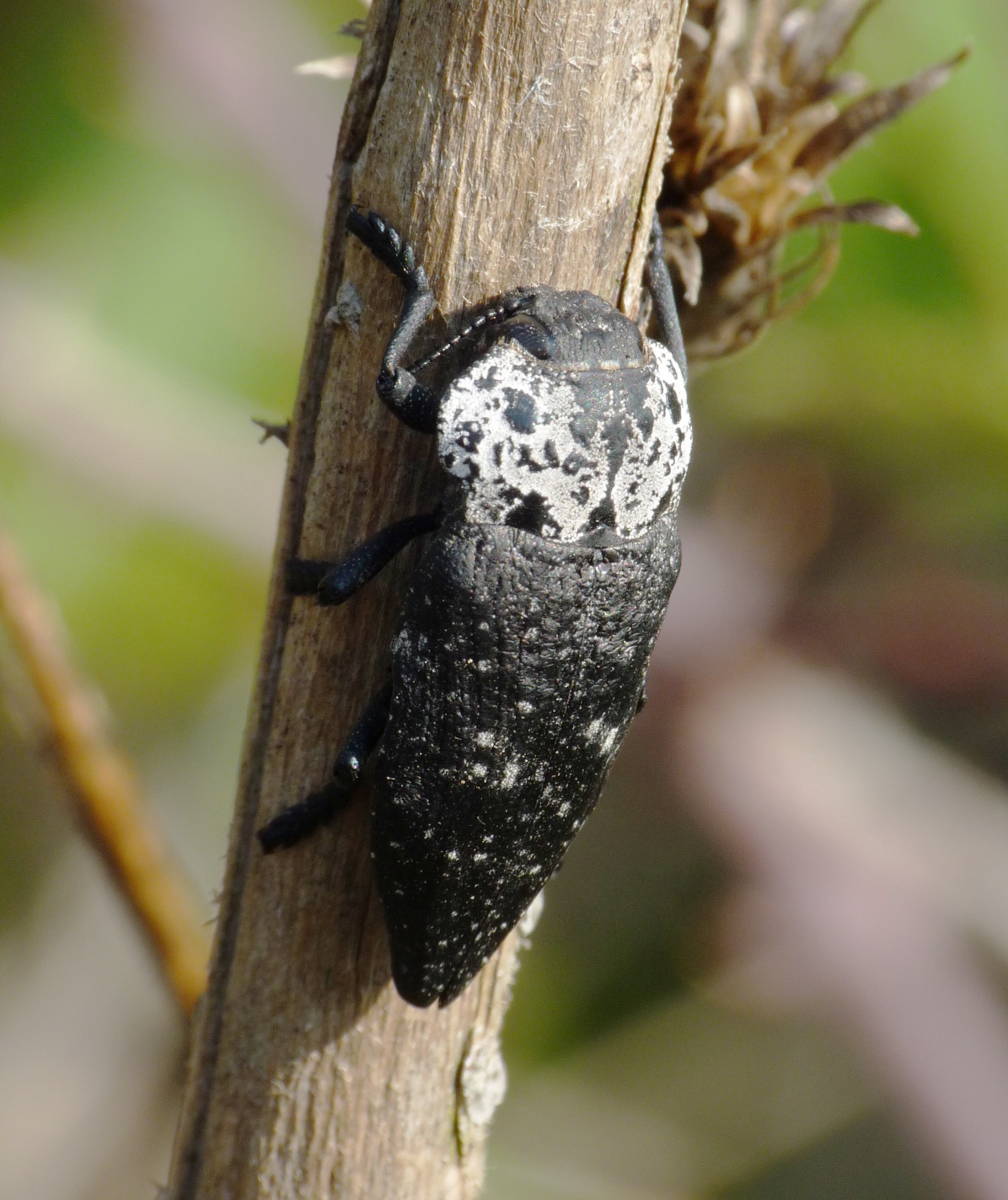
حفار ساق اللوزيات

## الأعراض
تعتبر هذه الحشرة من أشد الحشرات ضرراً بالنسبة لشجرة المشمش وغيرها من أشجار اللوزيات، فهي تصيب الأشجار المثمرة كالغراس في المشاتل، وتتلخص أعراض الإصابة بالحشرة الكاملة بقرض أعناق الأوراق والقشرة السطحية للأفرع، أما يرقات هذه الحشرة فتتميز إصابتها بوجود أنفاق متعرجة وعريضة تحت القشرة وفي الخشب في منطقة التاج تتجه إلى الأسفل عند تقدم الإصابة.
من العوامل المساعدة على الإصابة بهذه الحشرة:
- فقر التربة بالمواد الغذائية ونقص السماد وبالتالي تكون الأشجار ضعيفة ذات قدرة ضئيلة على المقاومة.
- قلة الري وعدم انتظامه خلال فترة وضع البيض.
- أشجار مصابة بحشرات أخرى مثل خردق الساق أو حفار ساق الخوخ.
- إنتاج مبكر وغزير.

## الوقاية
1. إنتاج غراس سليمة من الإصابة وذلك بإجراء مكافحة دورية لمراكز إنتاج الغراس مع العناية بالعمليات الزراعية وخصوصاً الري والتسميد والإشراف الفني على المراكز الخاصة بإنتاج الغراس وتطبيق برنامج المكافحة عليها.
2. إعطاء ريات منتظمة للبساتين والمراكز خاصة خلال فترة وضع البيض.

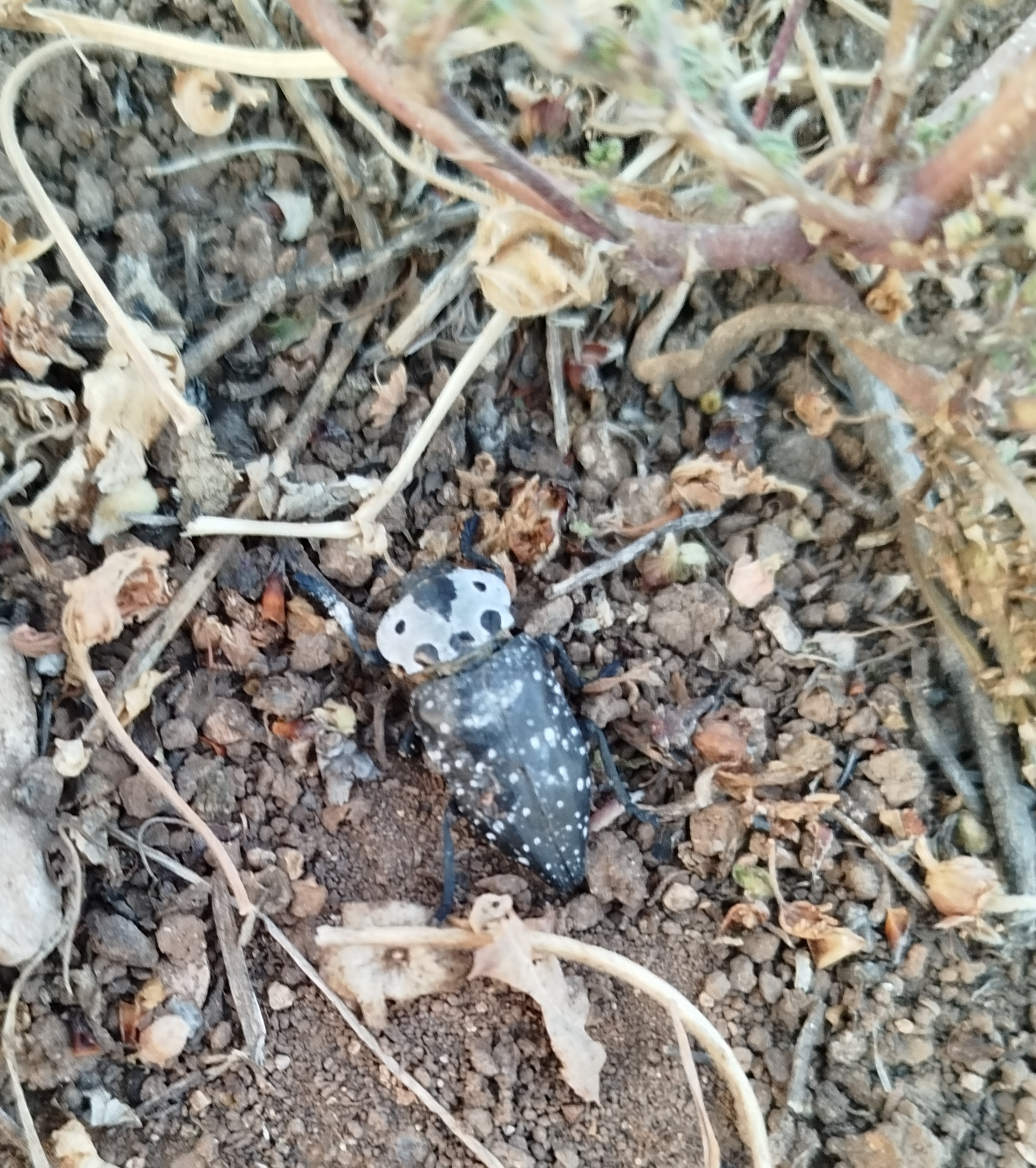
حفار ساق أشجار اللوزيات أو كابنودس

3. حفار ساق أشجار اللوزيات أو كابنودسالعناية بالبساتين من تسميد وعمليات زراعية وطريقة ري وتقليم لانتظام الحمل لإبقاء الشجرة قادرة على مقاومة الإصابة.

## المكافحة
- جمع الحشرات الكاملة في الصباح الباكر خلال فترة النشاط وذلك بهز أفرع الأشجار المثمرة لكي تسقط الحشرة ويتم جمعها وحرقها وتعطي هذه الطريقة فعالية أكبر إذا كان هناك تعاون بين فلاحي المنطقة مقرونة بالمكافحة الكيماوية.
- نظراً لوضع 10-15% من البيض على ساق الشجرة تكافح بطلي الساق بعجينة بوردو مضافاً إليها مبيد حشري مناسب وذلك خلال فترة وضع البيض.
- تظهر الحشرات الكاملة في شهر أيار حيث تخرج لتتغذى على المجموع الخضري قبل التزاوج ووضع البيوض وتكافح برش الجزء الخضري بالمبيدات الحشرية المناسبة.
- عندما تكون اليرقات في منطقة تاج الشجرة وفي منطقة توزع الجذور يتم عمل حفرة دائرية على بعض نصف متر من الساق ثم يوضع فيها مبيد حشري مناسب.
- عندما تكون اليرقات تحفر الساق يستخدم نصف حبة فوستوكسين وتوضع في النفق الذي تحفره اليرقة ثم يغلق نفق الحفر مما يؤدي إلى اختناق اليرقة بالغازات السامة المتصاعدة من حبات الفوستوكسين.
- لايوجد أي تأثير يستحق الذكر للأعداء الحيوية لمقاومة هذه الحشرة.